# Neamblysomus julianae
Neamblysomus julianae é uma espécie de mamífero da família Chrysochloridae. É endêmica da África do Sul, onde é encontrada emtrês subpopulações isoladas: the Willows, Shere e Tierpoort in Tshwane (Pretória), província de Gauteng; Reserva Natural Provincial Nylsvley na província de Limpopo; e nos distritos de Numbi Gate, Pretoriuskop e Matjulwana do Parque Nacional Kruger, na província de Mpumalanga.